# Меле (Франция)
Вижте пояснителната страница за други значения на Меле.
Мелѐ (на френски: Melay) е село в департамента Сон е Лоар на регион Бургундия-Франш Конте, източна Франция. Населението му е 982 души (по приблизителна оценка от януари 2016 г.).
Разположено е на около 300 m надморска височина в долината на река Лоара, на 20 km северно от Роан и на 63 km западно от Макон. Част е от историческата област Брионе.